# Паніранізм

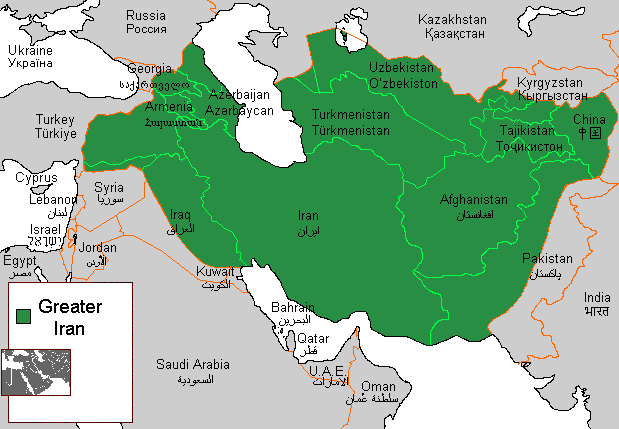
Географічно і в культурному плані так званий Великий Іран, на думку паніраністів, включає в себе все Іранське нагір'я, включаючи Центральну Азію (Бактрію) та Гіндукуш на північному сході, Афганістан і Західний Пакистан на півдні та Ірак, Сирію та Південний Кавказ на північному заході

Прапор паніраністської партії

Паніранізм (перс. پانایرانیسم) — ідеологія, поширена переважно в Ірані, прихильники якої виступають за об'єднання іранських народів, що проживають на Іранському нагір'ї і в інших регіонах, які мають значні риси іранського культурного впливу, серед яких курди, перси, таджики, талиші, пуштуни, белуджі та зазакі. Практично всі послідовники паніранізму також включають в свою ідеологію азербайджанців, які хоч і говорять на азербайджанській тюркській мові, частково або переважно, на думку паніраністів, мають іранське походження. 

## Критика паніранізму
Історик Леонард Біндер вважає, що паніранізм — «іредентистський рух, який видихся». 
Бернард Льюїс стверджує, що паніранізм ніколи не був сильною ідеологією. 